# Combat de Bodio
Pour les articles homonymes, voir Bodio (homonymie).
Guerre du Mali
Batailles
Le combat de Bodio a lieu le 6 octobre 2021 pendant la guerre du Mali.

## Déroulement
Le 6 octobre 2021, un convoi de l'armée malienne tombe dans une embuscade près du village de Bodio, entre Koro et Bandiagara, dans la région de Mopti. L'attaque débute par l'explosion d'engins explosifs improvisés au passage des véhicules militaires. Des djihadistes embusqués engagent ensuite une fusillade.
L'armée malienne affirme cependant avoir riposté « énergiquement », avec des frappes aériennes et des opérations de ratissage.
L'attaque est rapidement revendiquée par le Groupe de soutien à l'islam et aux musulmans. La région de Mopti se situe dans la zone d'action de la katiba Macina.

## Pertes
Le soir du combat, l'armée malienne annonce un bilan de neuf soldats tués. Cependant, l'AFP fait état de 16 morts et de 10 blessés, dont des cas graves, d'après des sources sécuritaires et médicales. Dans son rapport du 4 janvier 2022, la MINUSMA donne un bilan de 17 morts et 11 blessés.
Du côté des djihadistes, l'armée malienne revendique un bilan de 15 assaillants tués et de 20 motos capturées.